# Butilescopolamina
La butilescopolamina (DCI) es un antiespasmódico abdominal derivado de la escopolamina que se utiliza para tratar el dolor y las molestias causadas por cólicos abdominales u otras actividades espasmódicas del aparato digestivo. Cuando se toma oralmente, no puede abandonar el tracto gastrointestinal, así que solo actúa sobre el músculo liso del sistema digestivo. No es un analgésico en el sentido normal, ya que no «enmascara» o cubre el dolor, sino que más bien trabaja previniendo calambres y espasmos que ocurren en primer lugar.

## Usos
La butilescopolamina se prescribe con frecuencia a una dosis baja, comúnmente 10 mg (miligramos) tres veces al día, o vía oral por comprimido 1 cada 8 horas por 3 días mínimo a fin de controlar algunos de los síntomas del síndrome del intestino irritable. Está indicada en el tratamiento de calambres abdominales, calambres menstruales y otras manifestaciones espasmódicas del tubo digestivo. También ha demostrado eficacia previniendo los espasmos de la vejiga urinaria. Se expende en la presentación tradicional líquida (para diluir 30 gotas en un vaso de agua) o en comprimidos.
La pequeña fracción que pueda absorberse y alcanzar el aparato circulatorio, no atraviesa la barrera hematoencefálica debido a la carga positiva del nitrógeno cuaternario. Se evitan así los efectos adversos de la escopolamina en el sistema nervioso central.